# Hydra canadensis
Hydra canadensis is een hydroïdpoliep uit de familie Hydridae. De poliep komt uit het geslacht Hydra. Hydra canadensis werd in 1930 voor het eerst wetenschappelijk beschreven door Rowan. 